# Журавлиха (Балтайский район)
Журавлиха — село в Балтайском районе Саратовской области Российской Федерации, входит в состав населённых пунктов Большеозёрского муниципального образования.

## География
Расположено на реке Сормино, находится на границе Балтайского района Саратовской области и Неверкинского района Пензенской области.
Через населённый пункт проходит автодорога Саратов — Кузнецк. 

## История
Образование населённого пункта приходится, согласно сведениям местных краеведов, на середину XVIII века. В то время в селе было три мельницы — ветряная, водяная и паровая. Хозяевами были Рубцов и Сенотов. Село отмечалось своим базаром. Несмотря на то, что пятница была определена как «Базарный день», начиналась торговля с четверга и заканчивалась обычно к вечеру субботы. 
В 1881 году здесь было сооружено здание Церкви во имя святых Космы и Дамиана. Село стало наименоваться – Козьмодемьянское. Из истории неизвестно в какой момент и из-за чего населённый пункт получил своё современное название. 
В 1897 году при церкви открылась церковно-приходская школа.
В 1919 году в селе проживало около 1600 человек. 
В 1930 году образовался колхоз «Путь к социализму». В селе на тот момент проживало 1885 человек и было 303 двора. 
За годы Великой Отечественной войны домой не вернулись 107 человек – жителей Журавлихи.
Позднее, была открыта восьмилетняя школа. В 1976 году построена библиотека, а в 1988 году построены новое здание сельского дома культуры и школы.

## Население
| 2002 | 2010 |
| ---- | ---- |
| 335  | ↘248 |

По данным переписи населения 2010 года в селе Журавлиха проживало 248 человек, из них 124 мужчины и 124 женщины.

## Инфраструктура
Село Журавлиха газифицировано, с районным центром соединено дорогой с твёрдым покрытием.
Имеются отделение связи, дом культуры, фельдшерско-акушерский пункт, магазины. К сожалению, из-за отсутствия учащихся была закрыта школа. 

## Уличная сеть
В селе несколько улиц: ул. Колхозная, ул. Молодёжная, ул. Степная. 

## Связь
Сотовая связь и высокоскоростной мобильный интернет стандарта 4G/LTE.